# 한스 그리멜스하우젠

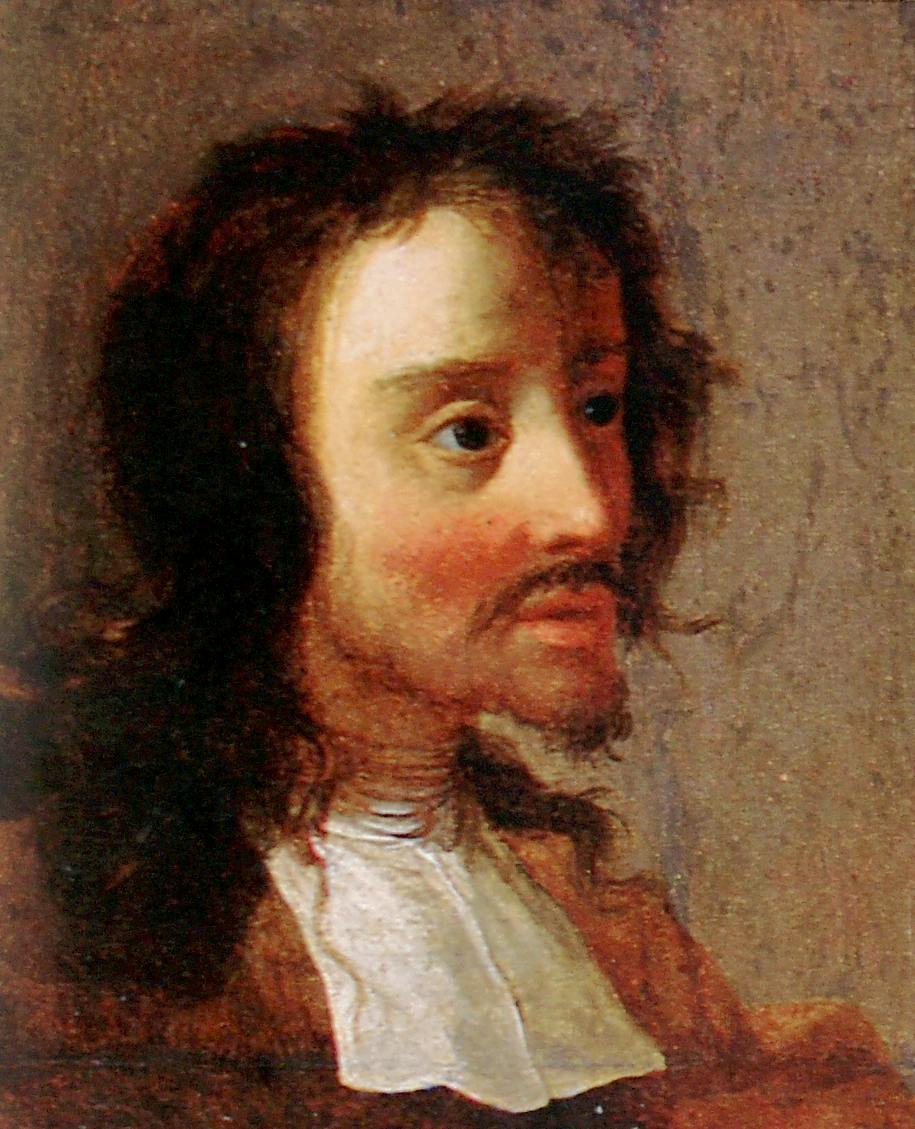

한스 그리멜스하우젠(Hans Jakob Christoffel von Grimmelshausen, 1621/22년 ~ 1676년 8월 17일)은 독일의 민중소설가이다.
귀족적·학자적 교양 취미가 강조되던 풍조 밑에서 그의 오락적인 교훈소설(敎訓小說) <바보 이야기>는 이색적인 것으로 전(前)세기의 유산에 줄이 닿아 있는 보수적 문학 경향을 대표하는 것이다. 교묘한 요설(饒舌)과 풍자, 그리고 30년전쟁의 혼란기 특유의 생활감각을 일련의 피카레스크 소설(小說)속에 수록하고 있다. 그의 전기에 관해서는 불명한 점이 많다.

## 생애
그리멜스 하우젠은 1621년 루터교의 도시 겔른하우젠에서 출생했다. 30년 전쟁 시기에 태어난 탓에 그의 유년 시절은 평탄치 못했다. 12세에 집이 파괴되고 군인들에게 납치되어 하나우로 갔다. 전쟁 중 스웨덴 군대와 괴츠 장군의 군대 등에서 포로가 되거나 군 복무를 하면서 여러 도시를 계속 전전했다. 1639년부터 1648년까지는 바덴 지역 오픈부르크 샤우엔 성의 행정을 맡았고 1643년부터는 연대 서기관을 지내기도 했다. 종전 후 가톨릭교에 귀의했으며 1649년 카타리나 해닝거와 결혼했다. 그 후 샤우엔 성의 백작의 토지 관리인을 지냈고, 1656년에서 1658년까지 가이스바흐에서 ‘은별’ 여인숙을 경영했다. 1662년에서 1665년까지는 울렌부르크 성의 성주였으며, 1667년부터는 렌헨의 시장으로 일했다. 작가의 이런 다양한 사회 경험과 군 부대를 전전한 전력이 작품 속 주인공의 삶에도 간간이 반영되어 있다.